# Rumbek
Rumbek is een stad in Zuid-Soedan en is de hoofdplaats van de staat Lakes.
Rumbek telt naar schatting 25.000 inwoners.